# Минцы
Минцы — село в Хвойнинском муниципальном округе Новгородской области.
В селе на 1 января 2009 года было 230 хозяйств и постоянно проживали 557 человек. Площадь земель села — 234,9 га. Минцы находятся на высоте 148 м над уровнем моря, у места впадения реки Минечки в Песь.

## Население
| 2009 | 2010 |
| ---- | ---- |
| 557  | ↘528 |

## История
О раннем заселении здешних мест свидетельствует наличие сопок языческих времён близ села
Деревни из которых образовалось село, в Боровичском уезде Новгородской губернии относились к Минецкой волости (Минецко-Старско-Горской волости).
В 1785 году в деревне Георгиевское числилось 72 души (Лаврентия Исакова Артемья Маркова детей Пустошкиных, 7 дворов) — 43 мужчины и 29 женщин, на правом берегу речки Минички имелись две деревянные церкви: первая Великомученика Георгия вторая Живоначальные Троицы (Троицкий-Минецкий погост), а также два деревянных господских дома. В 1804 году создана церковно-приходская школа Петербургского учебного округа со сроком обучения — год, обучение в ней до 1828 года было бесплатным. В соответствие школьному уставу 1864 года церковно-приходская школа была передана в ведение земства, и стала называться земским начальным народным училищем. В 1870 году княгиня Анна Семёновна Шаховская устроила здесь ещё сельское училище и больницу на 10 кроватей, а 22 сентября 1876 года был открыт Минецкий земский врачебный участок. Больница рассчитанная на 10 кроватей, помещалась в отдельном одноэтажном земском доме, там было три проходные палаты и аптека, участок обслуживали: врач, фельдшер, смотрительница-акушерка и повитуха. В 1891 году дьяконом Константином Добромысловым была открыта школа грамоты. На 1896—1897 гг. в Новой деревне (село Минцы) было 19 дворов, проживали 33 мужчины и 42 женщины, а также было 5 детей школьного возраста — 2 мальчика и 3 девочки.
В 1910 году в селе было 27 дворов, 25 жилых построек. Проживали 65 жителей: 28 мужчин и 37 женщин. В селе имелась часовня, каменная церковь во имя Георгия Победоносца и деревянная во имя Живоначальной Троицы, действовала земская школа и земская больница, работали пивная и винная лавки, а также три мелочные лавки и две чайные; существовала земская конная станция, также в селе находилась квартира полицейского урядника. На Троицу и 1 октября в селе устраивались торжки. В Новой деревне в 1910 году был 21 двор и 44 жилые постройки. Проживали 77 человек: 37 мужчин и 40 женщин. Работали две мясные лавки, а также здесь проходила ярмарка 25 марта, на Троицу и 26 ноября. В усадьбе Н. И. Каменской — Василёво на 1910 год, имелось 12 дворов, было 5 жилых построек, а также работала фабрика древесного картона. В Василёве жили 33 человека: 18 мужчин и 15 женщин. В усадьбе А. А. Путилова — Великое, было 3 жилых постройки, проживали 9 человек — 3 мужчины и 6 женщин.
После августа 1918 года, когда в РСФСР была введена новая система школьного образования двух степеней, в Минецкой школе к 1920-м годам срок обучения стал семь лет. К 1924 году Минцы центр Минецкого сельсовета и Минецкой волости Боровичского уезда Новгородской губернии. 1 августа 1927 года постановлением ВЦИК Боровичский уезд вошёл в состав новообразованного Боровичского округа Ленинградской области, Минцы центр новообразованного Минецкого района этого округа. Население села Минцы по переписи 1926 года — 100 человек. Постановлением ЦИК и СНК СССР от 23 июля 1930 года Боровичский округ был упразднён, район стал подчинён Леноблисполкому. 20 сентября 1931 года Минецкий район был переименован в Хвойнинский, а центр района из села Минцы перенесён на станцию Хвойная. Население села Минцы в 1940 году — 320 человек. Указом Президиума Верховного Совета СССР от 5 июля 1944 года Хвойнинский район вошёл во вновь образованную Новгородскую область.
В 1951 году при Минецкой школе в бревенчатом доме на правом берегу Минечки напротив церкви был открыт интернат. Во время неудавшейся всесоюзной реформы по делению на сельские и промышленные районы и парторганизации, в соответствии с решениями ноябрьского (1962 года) пленума ЦК КПСС «о перестройке партийного руководства народным хозяйством», с 10 декабря 1962 года Решением Новгородского облисполкома № 764, Хвойнинский район был упразднён, Минцы и Минецкий сельсовет вошли в крупный Пестовский сельский район, а 1 февраля 1963 года Президиум Верховного Совета РСФСР своим Указом утвердил Решение Новгородского облисполкома. Пленум ЦК КПСС, состоявшийся 16 ноября 1964 года, восстановил прежний принцип партийного руководства народным хозяйством, после чего Указом Верховного Совета РСФСР от 12 января 1965 года и сельсовет и деревня во вновь восстановленном Хвойнинском районе.
20 февраля 1981 года решением Новгородского облисполкома № 72 деревня Василёво Минецкого сельсовета была объединена с Минцами. В 1990 году Минецкая школа переехала во временное одноэтажное здание, а в 1996 году в новостройку, а с 1998 года школа стала средней, затем с осени 2010 года — основная: «МОУ основная общеобразовательная школа села Минцы».
С принятием закона от 6 июля 1991 года «О местном самоуправлении в РСФСР» была образована Администрация Минецкого сельсовета (Минецкая сельская администрация), затем Указом Президента РФ № 1617 от 9 октября 1993 года «О реформе представительных органов власти и органов местного самоуправления в Российской Федерации» деятельность Минецкого сельского Совета была досрочно прекращена, а его полномочия переданы Администрации Минецкого сельсовета. По результатам муниципальной реформы, с 2005 года село Минцы административный центр муниципального образования — Минецкое сельское поселение Хвойнинского муниципального района (местное самоуправление), по административно-территориальному устройству подчинена администрации Минецкого сельского поселения Хвойнинского района.

## Экономика и социально-значимые объекты
Основные предприятия: СПК «Колос», ассоциация крестьянских хозяйств «Радуга».

## Церковь св. Георгия Победоносца
Каменная церковь во имя святого Георгия Победоносца, освящена впервые в 1861 году, была закрыта в марте 1939 года, а её имущество сожгли на фабрике «Красная звезда» в Василёво. В 1993 году церковь была открыта.